# Marko Orešković
Marko Orešković, ps. „Krntija” (ur. 3 kwietnia 1896 w Širokiej Kuli, zm. 20 października 1941 w Velikim Očijevie) – jugosłowiański robotnik narodowości chorwackiej, partyzant komunistyczny, uczestnik ruchu oporu w trakcie II wojny światowej i hiszpańskiej wojny domowej.

## Działalność
W trakcie I wojny światowej był palaczem na austro-węgierskich okrętach. W 1918 roku został aresztowany w okolicy Zatoki Kotorskiej z powodu działalności antymilitarnej.
W 1925 roku wstąpił do Komunistycznej Partii Jugosławii (KPJ). W 1929 roku został za tę działalność skazany na 5 lat pozbawienia wolności w więzieniach w Sremskiej Mitrovicy i Lepoglavie. W latach 1937–1939 uczestniczył w hiszpańskiej wojnie domowej. W 1939 roku powrócił do Jugosławii i wstąpił do Komitetu Centralnego Komunistycznej Partii Chorwacji (KPH). Rok później został włączony do komitetu centralnego KPJ, ale niedługo potem trafił do obozu koncentracyjnego w Lepoglavie.
W trakcie II wojny światowej współorganizował ruch oporu na terenie Liki, będąc członkiem i komisarzem politycznym antyfaszystowskich oddziałów. Zginął w walkach z serbskimi czetnikami.